# Henry Hesketh Bell
Pour les articles homonymes, voir Hesketh (homonymie) et Bell.
Henry Hesketh Bell Joudou, né en 1864 et mort en 1952, est un administrateur colonial britannique.

## Biographie
Henry Hesketh Bell commença sa carrière dans le service colonial aux Bahamas et fut promu administrateur de la Dominique, poste qu'il occupa de 1899 à 1905. Bell devint le premier gouverneur du protectorat ougandais entre 1905 et 1909. Il procéda à l'éradication de la maladie du sommeil. La ville de Port Bell, située près de la capitale ougandaise Kampala, porte son nom.
Bell a ensuite été gouverneur du protectorat du Nigeria du Nord (1909-1912), puis des Îles Sous-le-Vent (1912-1916). Enfin, entre 1916 et 1924, il devient le 21e gouverneur de l'Île Maurice.
Bell fut l'auteur de plusieurs livres de fiction et d'autres concernant l'histoire coloniale et l'administration.

## Distinctions
- Ordre de Saint-Michel et Saint-Georges Chevalier Grand-croix en 1925.